# Hubertus von Schoenebeck
Hubertus von Schoenebeck (* 1947) ist ein deutscher Pädagoge und Fachbuchautor.

## Leben und Werk
Hubertus von Schoenebeck hat von 1969 bis 1972 Rechtswissenschaften studiert. Darauf folgten ein Lehramtsstudium und Referendariat. 1975/76 hat er als Hauptschullehrer Mathematik, Biologie, Physik und Technik unterrichtet. Von 1976 bis 1978 führte er eine Studie durch, in der er, um die „Möglichkeiten erziehungsfreier (postpädagogischer) Kommunikation mit Kindern“ auszuloten, Carl Rogers’ Therapiesetting auf das Verhältnis zwischen Erwachsenem und Kind anzuwenden versuchte; die Universität Osnabrück verlieh ihm dafür 1980 die Doktorwürde.
1978 gründete er gemeinsam mit Jans-Ekkehard Bonte einen Freundschaft mit Kindern – Förderkreis e.V., für den er bis heute die Öffentlichkeitsarbeit besorgt. Im selben Jahr schrieben von Schoenebeck und Bonte gemeinsam ein Buch Freundschaft mit Kindern, das 1980 publiziert wurde und eine umfassende Konzeption „postpädagogischer“ Theorie und Praxis enthält. An die Stelle von  Erziehung trete danach Amication: die freundliche Beziehung des Menschen zu sich selbst, zum anderen und zur Welt. Dieses Konzept wurde in den folgenden Jahren immer weiter ausgedehnt und enthielt schließlich auch Aussagen zu ethischen und gesellschaftlichen Fragen, zum Umgang mit der Natur, zur Religion und zum Recht. Als handlungsleitendes Prinzip erkennt von Schoenebeck die menschliche Selbstverantwortung: eine Kapazität, mit der der Mensch bereits geboren werde und die die Voraussetzung für eine amicative Lebensweise bilde. Erziehung unterdrücke die Selbstverantwortung und sei darum von Übel. Seit 1985 bietet er „Selbst-Verantwortungs-Training“ in Form psychodynamischer Wochenendseminare an.
Am 3. Mai 1980 proklamierte der „Freundschaft mit Kindern – Förderkreis e.V.“ auf dem Münsterer Prinzipalmarkt vor dem Rathaus ein Deutsches Kindermanifest, eine Auflistung der Rechte junger Menschen aus der Sicht der Kinderrechtsbewegung. Von Schoenebeck hatte den Text in enger Anlehnung an John Holt und Richard Farson geschrieben.
Bis 1997 benutzte von Schoenebeck das Markenzeichen „Antipädagogik“ sowohl für seine publizistische Tätigkeit als auch für den Verein „Freundschaft mit Kindern – Förderkreis e.V.“. Zu der Zeit hatte Ekkehard von Braunmühl, Autor des Buches „Antipädagogik“, in seinem Buch Was ist antipädagogische Aufklärung? Mißverständnisse, Mißbräuche, Mißerfolge der radikalen Erziehungskritik (1997) nachgewiesen, dass die von Schoenebeck im Laufe der Jahre entwickelte Lebensphilosophie mit der Antipädagogik, der kritischen Theorie über die Pädagogik nichts zu tun hat und der antipädagogischen Aufklärung schadet. Seither benutzt von Schoenebeck als Markenzeichen „Amication“.
Hubertus von Schoenebeck ist Vater von sechs Kindern.

## Publikationen
- mit Jans-Ekkehard Bonte: Freundschaft mit Kindern, Münster, Selbstverlag, 1980
- Der Versuch, ein kinderfreundlicher Lehrer zu sein, Fischer Taschenbuch Verlag, Frankfurt/M., 1980, ISBN 978-3596267248
- Determinanten personaler Kommunikation mit jungen Menschen – das Kommunikationsmodell Amication, Dissertation Universität Osnabrück, 1980
- Kinderrechtsbewegung und Deutsches Kindermanifest, Münster, Selbstverlag, 1981
- Unterstützen statt erziehen. Die neue Eltern-Kind-Beziehung, München, Kösel, Droemer Knaur, 1982, ISBN 9783466302383
- Ich liebe mich so wie ich bin, München, Kösel, Droemer Knaur, 1983
- Jenseits der Erziehung. Grundlagen und Praxisfragen einer erziehungsfreien Lebensführung, Münster, Selbstverlag, 1986
- Kinder in der Demokratie. Wahlrecht und Wählbarkeit für Kinder, Münster, Freundschaft-mit-Kindern-Förderkreis, 1990
- Die erziehungsfreie Praxis, Münster, Freundschaft-mit-Kindern-Förderkreis, 1992
- Grundlagen der erziehungsfreien Lebensführung, Münster, Freundschaft-mit-Kindern-Förderkreis, 1997
- Schule mit menschlichem Antlitz, Münster, Selbstverlag, 2001, ISBN 978-3887390273
- Zauberpfade. Figurative Aphorismen, Münster, Selbstverlag, 2001, ISBN 978-3887390310
- Amication – Themensammlung, Münster, Selbstverlag, 2004, ISBN 978-3923345113
- Kinder der Morgenröte. Unterstützen statt erziehen, Münster, Selbstverlag, 2004, ISBN 978-3887390259
- Kinderkreis im Mai. Die Revolution der Schule, Münster, Selbstverlag, 2006, ISBN 978-3887390280
- Kinder sind wunderbar! Unterstützen statt erziehen, Münster, Selbstverlag, 2023, ISBN 978-3887390341